# Hypena bijugalis
Hypena bijugalis là một loài bướm đêm thuộc họ Erebidae. Nó được tìm thấy ở Nova Scotia ngang qua miền nam Canada tới đảo Vancouver, phía nam đến over the whole United States tới Florida.
Sải cánh dài 24–31 mm. Con trưởng thành bay từ tháng 4 đến tháng 9 tùy theo địa điểm. There are two generations in much of the east. More generations southward.
Ấu trùng ăn Cornus sericea và có lẽ các loài Cornus khác.